# Auzeville-Tolosane
Auzeville-Tolosane là một xã thuộc tỉnh Haute-Garonne trong vùng Occitanie của tây nam nước Pháp. Xã nằm ở khu vực có độ cao trung bình167 mét trên mực nước biển.

## Kết nghĩa
- Broughton, Wales
- Calugareni, România

## Biến động dân số
| Biến động dân số | Biến động dân số | Biến động dân số | Biến động dân số | Biến động dân số |
| ---------------- | ---------------- | ---------------- | ---------------- | ---------------- |
| 1962             | 456              |                  |                  |                  |
| 1968             | 491              |                  |                  |                  |
| 1975             | 1073             |                  |                  |                  |
| 1982             | 1808             |                  |                  |                  |
| 1990             | 2000             |                  |                  |                  |
| 1999             | 2202             |                  |                  |                  |
| 2006             | 2767             |                  |                  |                  |
|                  |                  |                  |                  |                  |